# Golfo del Tigullio-Portofino
Golfo del Tigullio-Portofino o Portofino è una DOC riservata ad alcuni vini la cui produzione è consentita nella città metropolitana di Genova.

## Zona di produzione
La zona di produzione comprende l'intero territorio dei comuni di Avegno, Bargagli, Bogliasco, Borzonasca, Camogli, Carasco, Casarza Ligure, Castiglione Chiavarese, Chiavari, Cicagna, Cogorno, Coreglia Ligure, Davagna, Favale di Malvaro, Lavagna, Leivi, Lumarzo, Mezzanego, Moneglia, Ne, Neirone, Orero, Pieve Ligure, Portofino, Rapallo, Recco, San Colombano Certenoli, Santa Margherita Ligure, Sestri Levante, Sori, Tribogna, Uscio, Zoagli e parte del territorio di Genova, Lorsica e Moconesi. .
La sottozona Costa dei Fieschi è limitata ai comuni di Camogli, Chiavari, Lavagna, Moneglia, Portofino, Rapallo, Santa Margherita Ligure, Sestri Levante e Zoagli.

## Storia
Il bottigliere papale Sante Lancerio testimoniò la presenza della viticoltura a Santa Margherita e Chiavari nel corso di un viaggio di Papa Paolo III a metà del Cinquecento.

## Tecniche di produzione
Le operazioni di vinificazione e spumantizzazione devono essere effettuate nell'interno della regione Liguria e nelle regioni confinanti.
L'indicazione dell'annata di produzione delle uve è obbligatoria, eccetto per  vini frizzanti e spumanti.
È consentito l'arricchimento, con esclusione dei vini passiti.

## Disciplinare
La DOC Golfo del Tigullio-Portofino è stata istituita con DM 01.09.1997, pubblicato sulla Gazzetta Ufficiale n. 211 del 10.09.1997.
 Successivamente è stata modificata con 
- DM 14.10.2011 - G.U. 256 del 03.11.2011, rettificata su 271
- DM 30.11.2011 - G.U. 295 del 20.12.2011
- La versione in vigore è stata approvata con DM  07.03.201 pubblicato sul sito ufficiale del Mipaaf[1]

## Tipologie

### Bianco
Sono previste anche le versioni  spumante, passito e frizzante
| uvaggio | Vermentino e Bianchetta Genovese anche congiuntamente per almeno il 60%. |

|                                | Bianco      | Bianco spumante | Bianco passito |
| titolo alcolometrico minimo    | 10,50% vol. | 11.00% vol.     | 16,50% vol.    |
| alcole svolto                  | -           | -               | 12,00%         |
| acidità totale minima          | 4,50 g/l.   | 4,50 g/l.       | 4,50 g/l.      |
| estratto secco minimo          | 16,00 g/l.  | 16,00 g/l.      | 25,00 g/l.     |
| zuccheri minimi                |             |                 | 260 g/l.       |
| resa massima di uva per ettaro | 90 q.       | 90 q.           | 90 q.          |
| resa massima di uva in vino    | 70%.        | 70%             | 50%            |

### Rosso
Sono previste anche le versioni frizzante e novello, per la quale occorre un titolo alcolometrico minimo di 11,00% vol.
| uvaggio                        | Ciliegiolo e Dolcetto anche congiuntamente per almeno il 60% |
| titolo alcolometrico minimo    | 10,50% vol.                                                  |
| acidità totale minima          | 4,50 g/l.                                                    |
| estratto secco minimo          | 20,00 g/l.                                                   |
| resa massima di uva per ettaro | 90 q.                                                        |
| resa massima di uva in vino    | 70%                                                          |

### Rosato
È prevista anche la versione frizzante
| uvaggio                        | Ciliegiolo e Dolcetto anche congiuntamente per almeno il 60%. |
| titolo alcolometrico minimo    | 10,50% vol.                                                   |
| acidità totale minima          | 4,50 g/l.                                                     |
| estratto secco minimo          | 18,00 g/l.                                                    |
| resa massima di uva per ettaro | 90 q.                                                         |
| resa massima di uva in vino    | 70%                                                           |

### Bianchetta genovese
| uvaggio                        | Bianchetta genovese minimo 85% |
| titolo alcolometrico minimo    | 10,50% vol.                    |
| acidità totale minima          | 4,50 g/l.                      |
| estratto secco minimo          | 16,00 g/l.                     |
| resa massima di uva per ettaro | 90 q.                          |
| resa massima di uva in vino    | 70%                            |

### Vermentino
È prevista anche la versione frizzante
| uvaggio                        | Vermentino minimo 85% |
| titolo alcolometrico minimo    | 10,50% vol.           |
| acidità totale minima          | 4,50 g/l.             |
| estratto secco minimo          | 16,00 g/l.            |
| resa massima di uva per ettaro | 90 q.                 |
| resa massima di uva in vino    | 70%                   |

### Ciliegiolo
Sono previste anche le versioni frizzante e novello
| uvaggio                        | Ciliegiolo minimo 85% |
| titolo alcolometrico minimo    | 11.00% vol.           |
| acidità totale minima          | 4,50 g/l.             |
| estratto secco minimo          | 20,00 g/l.            |
| resa massima di uva per ettaro | 90 q.                 |
| resa massima di uva in vino    | 70%                   |

### Moscato
| uvaggio | Moscato bianco 100% |

|                                | Moscato                   | Moscato passito   |
| titolo alcolometrico minimo    | 10,00% vol.               | 15,50% vol.       |
| tenore zuccherino              | -                         | 260 g/l.          |
| titolo alcolometrico svolto    | da 5,50% vol a 7,00% vol. | minimo 11,00% vol |
| acidità totale minima          | 5,00 g/l.                 | 4,50 g/l.         |
| estratto secco minimo          | 15,00 g/l.                | 25,00 g/l.        |
| resa massima di uva per ettaro | 90 q.                     | 90 q.             |
| resa massima di uva in vino    | 70%                       | 50%               |

### Scimiscià
| uvaggio                        | Scimiscià minimo 85% |
| titolo alcolometrico minimo    | 12,00% vol.          |
| acidità totale minima          | 4,50 g/l.            |
| estratto secco minimo          | 17,00 g/l.           |
| resa massima di uva per ettaro | 90 q.                |
| resa massima di uva in vino    | 70%                  |

### Sottozona Costa dei Fieschi

#### Bianco
| uvaggio | Vermentino e Bianchetta Genovese anche congiuntamente per almeno il 60%. |

|                                | Bianco      | Bianco spumante | Bianco passito |
| titolo alcolometrico minimo    | 11,00% vol. | 12,00% vol.     | 18,00% vol.    |
| alcole svolto                  | -           | -               | 14,00 vol.     |
| acidità totale minima          | 5,00 g/l.   | 4,50 g/l.       | 4,50 g/l.      |
| estratto secco minimo          | 16,00 g/l.  | 16,00 g/l.      | 25,00 g/l.     |
| resa massima di uva per ettaro | 90 q.       | 90 q.           | 90 q.          |
| resa massima di uva in vino    | 70%.        | 70%             | 50%            |

#### Rosso
| Ciliegiolo e Dolcetto anche congiuntamente per almeno il 60% |

| titolo alcolometrico minimo    | 11,50% vol. |
| acidità totale minima          | 4,50 g/l.   |
| estratto secco minimo          | 23,00 g/l.  |
| resa massima di uva per ettaro | 90 q.       |
| resa massima di uva in vino    | 70%         |

#### Rosato
| Ciliegiolo e Dolcetto anche congiuntamente per almeno il 60% |

| titolo alcolometrico minimo    | 11,50% vol. |
| acidità totale minima          | 4,50 g/l.   |
| estratto secco minimo          | 18,00 g/l.  |
| resa massima di uva per ettaro | 90 q.       |
| resa massima di uva in vino    | 70%         |

#### Moscato
| uvaggio | Moscato bianco 100% |

|                                | Moscato                    | Moscato passito    |
| titolo alcolometrico minimo    | 11,00% vol.                | 18,00% vol.        |
| alcole svolto                  | da 5,50% vol. a 7,00% vol. | minimo 14,00% vol. |
| acidità totale minima          | 5,00 g/l.                  | 5,50 g/l.          |
| estratto secco minimo          | 15,00 g/l.                 | 25,00 g/l.         |
| resa massima di uva per ettaro | 90 q.                      | 90 q.              |
| resa massima di uva in vino    | 70%                        | 50%                |